# Sioux Lookout

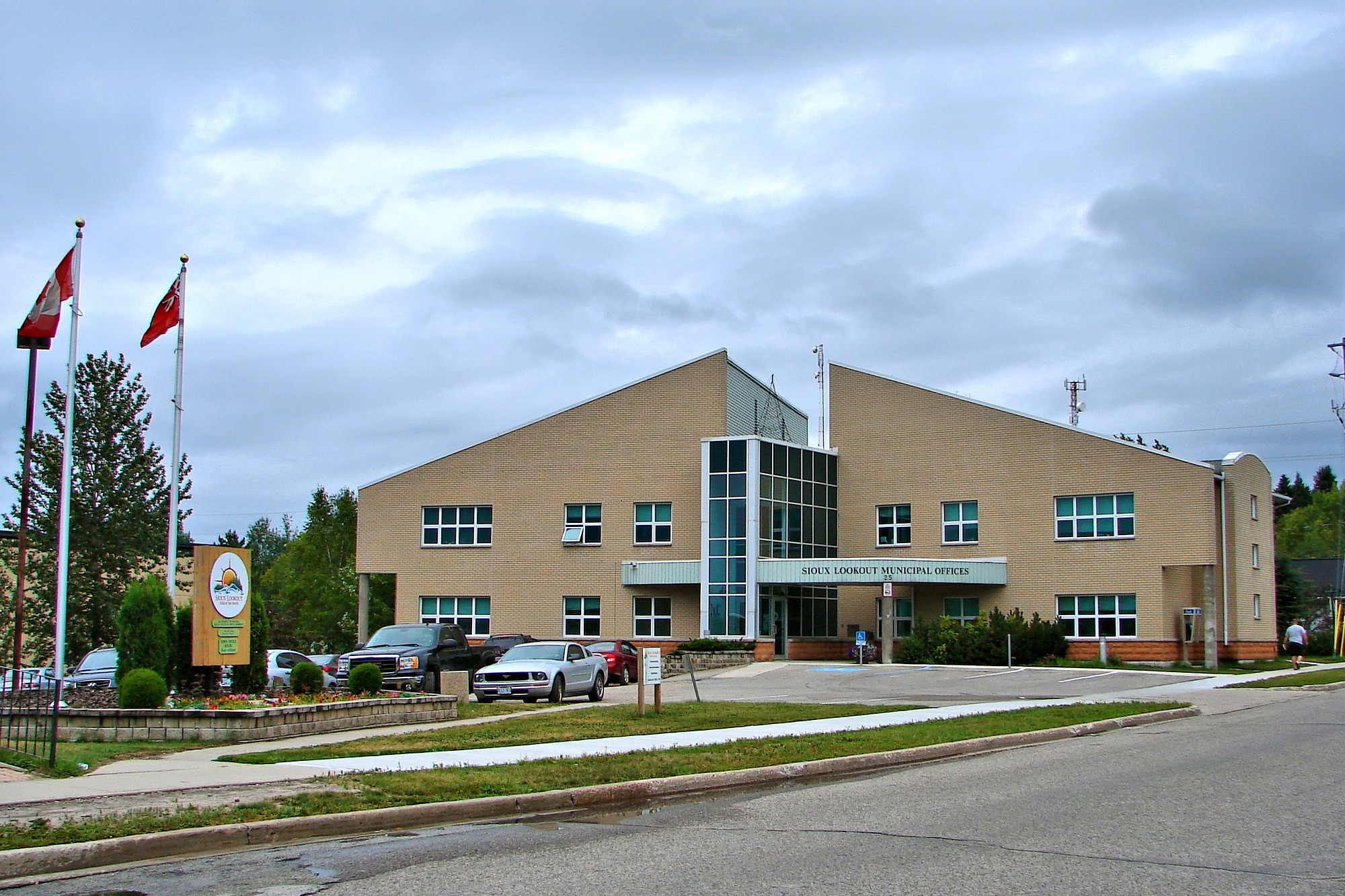
Hôtel de ville

Sioux Lookout est une ville du Nord-ouest de l'Ontario au Canada. Elle est desservie par l'aéroport de Sioux Lookout et la gare de Sioux Lookout. Elle est située sur l'autoroute 72. Le tourisme, l'industrie forestière et les services de santé sont les principaux secteurs d'emploi de la ville. La ville a pour devise Hub of the North (« Carrefour du Nord » en français).

## Transports
- Gare de Sioux Lookout
- Aéroport de Sioux Lookout

## Démographie
| 2001  | 2006  | 2011  | 2016  |
| ----- | ----- | ----- | ----- |
| 5 336 | 5 183 | 5 037 | 5 272 |

## Annexe